# (200212) 1999 TE152
(200212) 1999 TE152 es un asteroide perteneciente al cinturón de asteroides descubierto por LINEAR el 7 de octubre de 1999 desde el Laboratorio Lincoln.

## Designación y nombre
Designado provisionalmente como 1999 TE152.

## Características orbitales
1999 TE152 está situado a una distancia media de 2,647 ua, pudiendo alejarse un máximo de 2,916 ua y acercarse un máximo de 2,378 ua. Tiene una excentricidad de 0,101.

## Características físicas
1999 TE152 tiene una magnitud absoluta de 15,5.